# .gu
.gu là tên miền quốc gia cấp cao nhất (ccTLD) của Guam.
Đăng ký miễn phí nhưng giới hạn cho người và công ty có liên hệ với Guam, và bị giới hạn ở đăng ký tên miền cấp 3 dưới tên cấp 2 như .com.gu. Không có nhiều người sử dụng địa chỉ .gu.

## Tên miền cấp 2
- com.gu: Thương mại
- net.gu: Nhà cung cấp dịch vụ internet
- gov.gu: Chính Phủ
- org.gu: Tổ chức phi thương mại
- edu.gu: Giáo dục